# Giacomo Acerbi

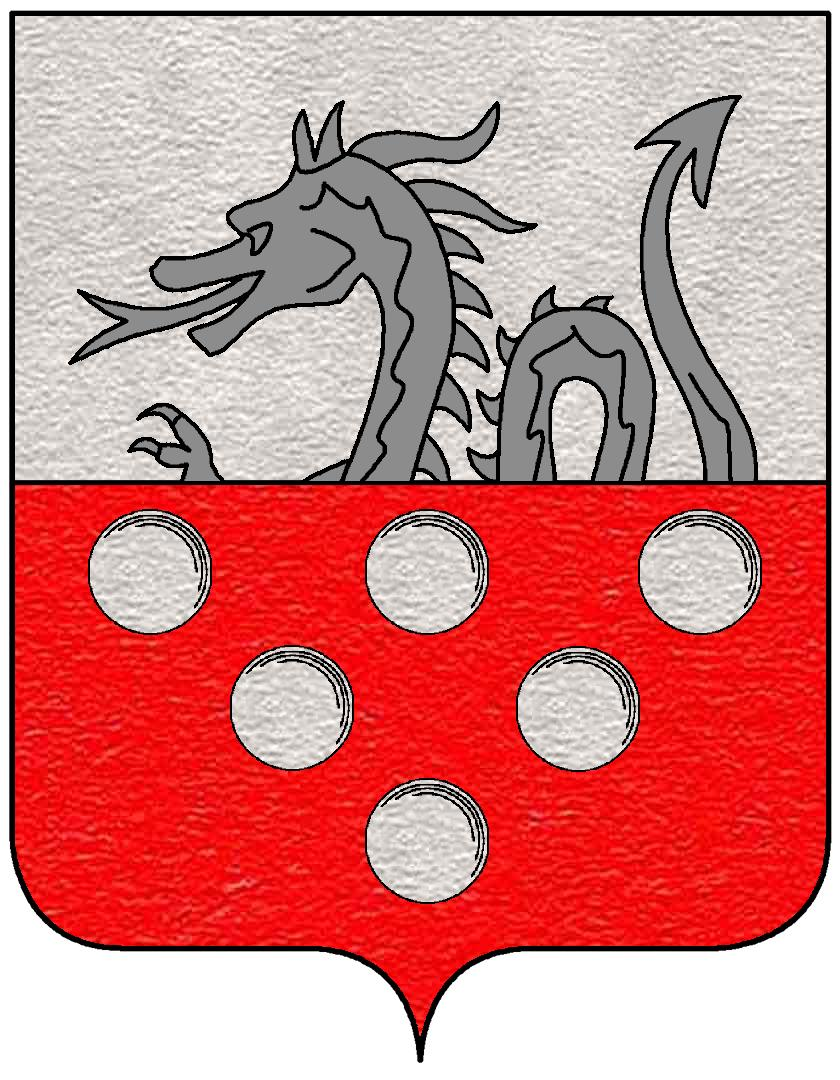
Stemma Acerbi

Giacomo Acerbi (Castel Goffredo, 1731 – Castel Goffredo, 1811) è stato un ufficiale e imprenditore italiano.

## Biografia

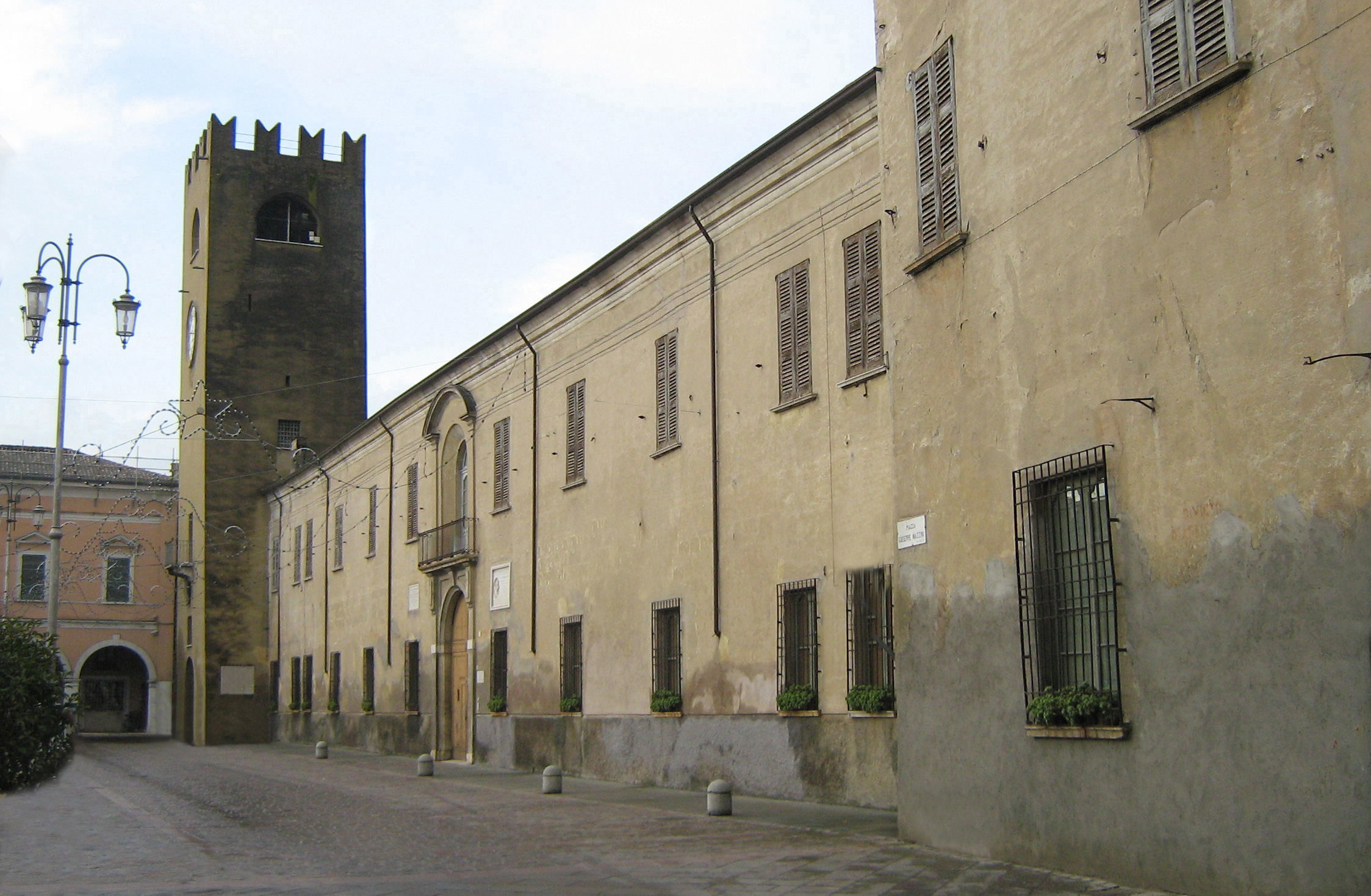
Castel Goffredo, Palazzo Gonzaga-Acerbi

Faceva parte della nobile famiglia Acerbi. Proprietario terriero, colonnello delle milizie nel 1770 con giuramento al re Leopoldo d'Asburgo e podestà di Castel Goffredo. Sposò la nobildonna Marianna Riva (1742-1822).
Il 13 aprile 1776 acquistò lo storico palazzo di Castel Goffredo appartenuto ai Gonzaga di Mantova (ora Palazzo Gonzaga-Acerbi), che divenne la dimora della famiglia.
Nei suoi poderi si occupò dell'allevamento del baco da seta e costruì, attiguo al suo palazzo, una filanda ed un filatoio approvati dal governo austriaco.

## Discendenza
Giacomo Acerbi ebbe da Marianna Riva:
- Giuseppe (1773 – 1846), esploratore, letterato, console generale in Egitto nel 1826 e primo uomo nella storia ad aver raggiunto Capo Nord via terra;
- Domenica, sposò Giovanni Battista Zanelli.